# Momčilo Vukotić
Momčilo Vukotić (en serbe cyrillique : Moмчилo Bукoтић), surnommé Moca Vukotić (Моца Bукoтић), né le 2 juin 1950 à Belgrade en Yougoslavie et mort le 3 décembre 2021, est un footballeur international serbe. Milieu de terrain durant sa carrière professionnelle, il s'est ensuite reconverti comme entraîneur.

## Biographie

### Carrière internationale
Momčilo Vukotić est convoqué pour la première fois en sélection par le sélectionneur national Vujadin Boškov le 20 septembre 1972 lors d'un match amical contre l'Italie, où il marque son premier but en sélection  (défaite 3-1). Il reçoit sa dernière sélection le 4 octobre 1978 contre l'Espagne (défaite 2-1).
Il dispute un championnat d'Europe en 1976. Il ne joue pas de matchs lors de cette compétition.
Au total il compte 14 sélections et 4 buts en équipe de Yougoslavie entre 1972 et 1978.

### Carrière d'entraîneur
Il dirige les joueurs de l'équipe de Chypre durant 25 matchs entre 2002 et 2004.

## Palmarès

### Joueur
- Avec le Partizan Belgrade :
  - Champion de Yougoslavie en 1976, 1978 et 1983

### Entraîneur
- Avec le Partizan Belgrade :
  - Vainqueur de la Coupe de Yougoslavie en 1989

## Statistiques

### Buts en sélection
Le tableau suivant liste les résultats de tous les buts inscrits par Momčilo Vukotić avec l'équipe de Yougoslavie.